# 小柳俊一
小柳 俊一（こやなぎ しゅんいち、1927年4月25日 - 2004年7月7日） は、日本の化学技術者、実業家。信越化学工業代表取締役副社長や、信越半導体代表取締役社長、電気化学協会会長などを歴任した。紫綬褒章受章。

## 人物・経歴
1952年東京工業大学化学科卒業、信越化学工業入社。1961年東京工業大学工学博士。1975年全国発明表彰経済団体連合会会長発明賞受賞。1976年信越化学工業塩ビ技術研究所長。1978年信越化学工業合成技術研究所長兼任。1981年信越化学工業取締役。1984年信越化学工業常務取締役。1987年信越化学工業専務取締役、紫綬褒章受章。1990年信越化学工業代表取締役副社長。1994年電気化学協会会長。1997年電気化学会名誉会員、勲三等旭日中綬章受章。1999年信越半導体代表取締役社長。2004年信越化学工業特別顧問。工業物理化学の発展に貢献した。2004年死去。パレスホテルでお別れの会が開かれた。同年正五位。